# Every Time I Die
Every Time I Die was een Amerikaanse metalcoreband. De groep werd in het najaar van 1998 gevormd te Buffalo (New York). Hun muziek kent invloeden uit de southern rock. In 2007 nam de band deel aan Sounds of the Underground, een evenement waarbij verschillende metalgroepen samen door de Verenigde Staten toeren.

## Bezetting
- Keith Buckley - zang
- Jordan Buckley - gitaar
- Andy Williams - gitaar
- Mike 'Ratboy' Novak - drums
- Keller Harbin - basgitaar

### Voormalige bandleden
- Aaron Ratajczak - basgitaar
- Stephen Micciche - basgitaar
- Kevin Falk - basgitaar
- Chris Byrnes - basgitaar
- Sean Hughes - drums

## Discografie
| Studioalbums | Studioalbums            | Studioalbums        | Studioalbums                                      |
| Jaar0        | Titel                   | Platenlabel         | Opmerkingen                                       |
| ------------ | ----------------------- | ------------------- | ------------------------------------------------- |
| 2000         | Burial Plot Bidding War | Good Fellow Records | in 2003 door Undecided Records opnieuw uitgegeven |
| 2001         | Last Night in Town      | Ferret Records      | in 2004 opnieuw uitgebracht met nieuwe cd-hoes    |
| 2003         | Hot Damn!               | Ferret Records      |                                                   |
| 2005         | Gutter Phenomenon       | Ferret Records      | in 2006 opnieuw uitgebracht met bonusdvd          |
| 2007         | The Big Dirty           | Ferret Records      |                                                   |
| 2009         | New Junk Aesthetic      | Epitaph Records     |                                                   |
| 2012         | Ex Lives                | Epitaph Records     |                                                   |
| 2014         | From Parts Unknown      | Epitaph Records     |                                                   |
| 2016         | Low Teens               | Epitaph Records     |                                                   |
| 2021         | Radical                 | Epitaph Records     |                                                   |

### Dvd's
- At Home With Every Time I Die (samen met Hot Damn! uitgebracht in 2003)
- Shit Happens (2006)
- Sounds of the Underground
- Hellfest